# 邦妮和克萊德

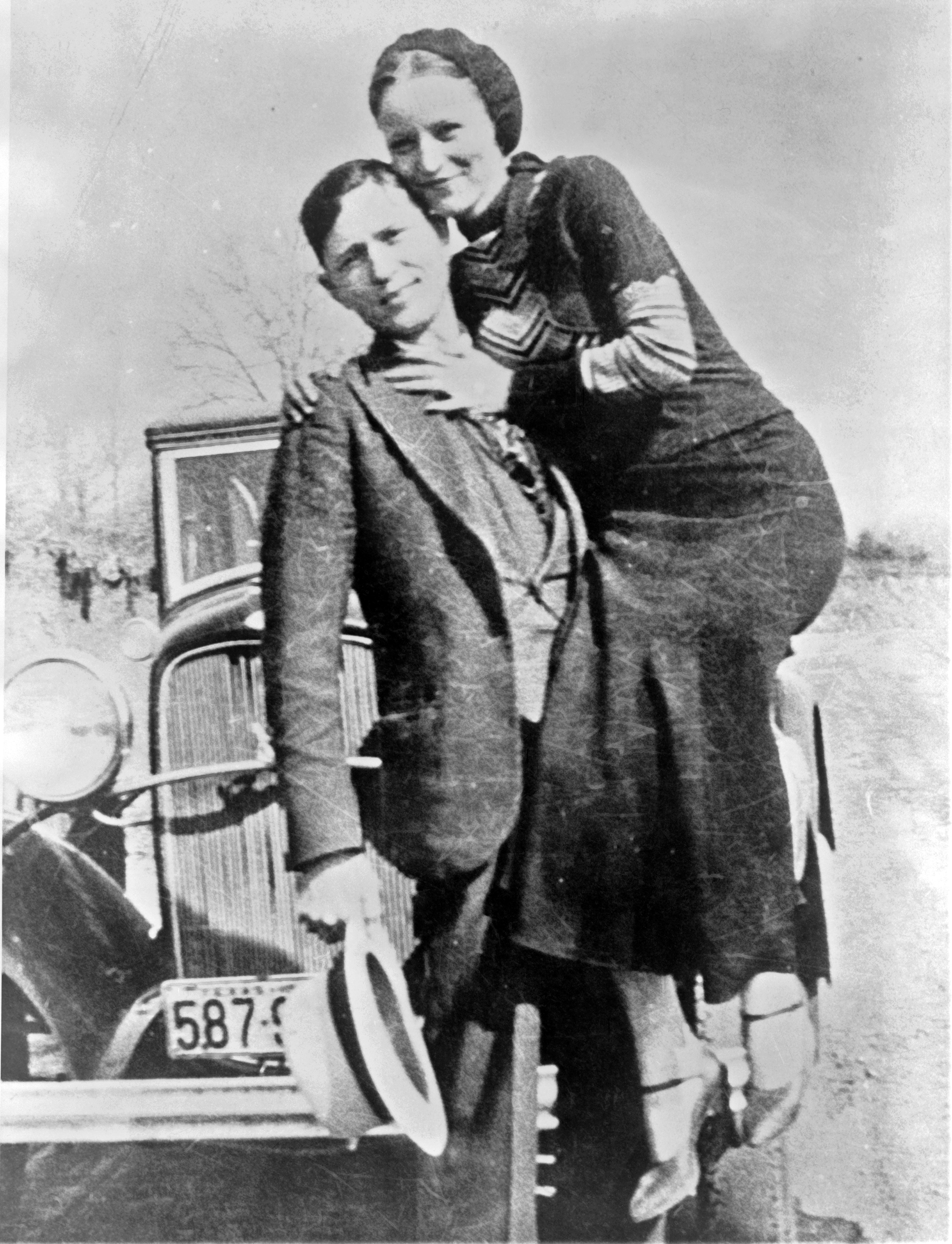
1933年3月的邦妮和克萊德，警方在一個邦妮和克萊德車庫公寓中找到這相片

邦妮·伊莉莎白·帕克（Bonnie Elizabeth Parker，1910年10月1日—1934年5月23日）和克萊德·切斯特納特·巴羅（Clyde Chestnut Barrow，1909年3月24日—1934年5月23日）是美國經濟大恐慌時期的「鴛鴦大盜」，兩人為情侶關係，於美國中部合夥搶劫銀行，更經常搶劫小商店和郊區加油站，其犯罪事蹟吸引媒體和民眾廣泛關注。1931到1934年，他們至少殺害九名警察，並被聯邦調查局列為「公敵（Public enemy）」。1934年5月23日，兩人在路易斯安那州吉布斯蘭市邊維爾郡被警方埋伏並击毙。
當時媒體對於邦妮和克萊德的描寫往往有所誇大或虛構，尤其報紙、新聞短片和偵探雜誌經常將邦妮描繪成一個抽雪茄、操持機關槍的殺手，這與真實情況不符。她確實在兩年內犯下至少一百條重罪，且無數位警官指控邦妮殺警未遂，然而幫派成員W.D.瓊斯在接受審判時否認此點。警方在一個被他們遺棄的藏身處找到了邦妮抽香菸的底片，並公諸於世。可知邦妮對駱駝牌香菸上癮，但她從未抽過雪茄。
1967年的電影《我倆沒有明天》重新喚起大眾對這兩位罪犯的關注，也為他們的事蹟賦予浪漫元素。

## 早年生平
邦妮·帕克出生於德克薩斯州的罗伊纳，是家中次女，尚有兩名手足。1914年父親去世，母親帶著他們搬遷至西達拉斯，生活貧困。邦妮在校成績優異，擅長創意寫作。1926年，16歲的邦妮與罗伊·桑顿（Roy Thornton）結婚，然而這段短暫的婚姻只維持三年，隨後兩人分居但未離婚。
克萊德·巴羅則出生於德克薩斯州埃利斯縣，是家中第五子，尚有六名手足，家境清寒。1926年，克萊德由於未按時歸還所租車輛而初次遭逮捕，第二次則因持有贓物（一隻火雞）。根據约翰·尼尔·菲利普斯（John Neal Phillips）表示，克萊德並不以搶劫銀行為人生目標，其動機是報復州監獄於服刑期間對他施加虐待。
邦妮和克萊德初次見面於1930年1月，當時邦妮失業並暫住朋友家中。克萊德拜訪這位朋友時，邦妮正在廚房煮熱巧克力。兩人相識後立即陷入熱戀。

## 伏法與死亡

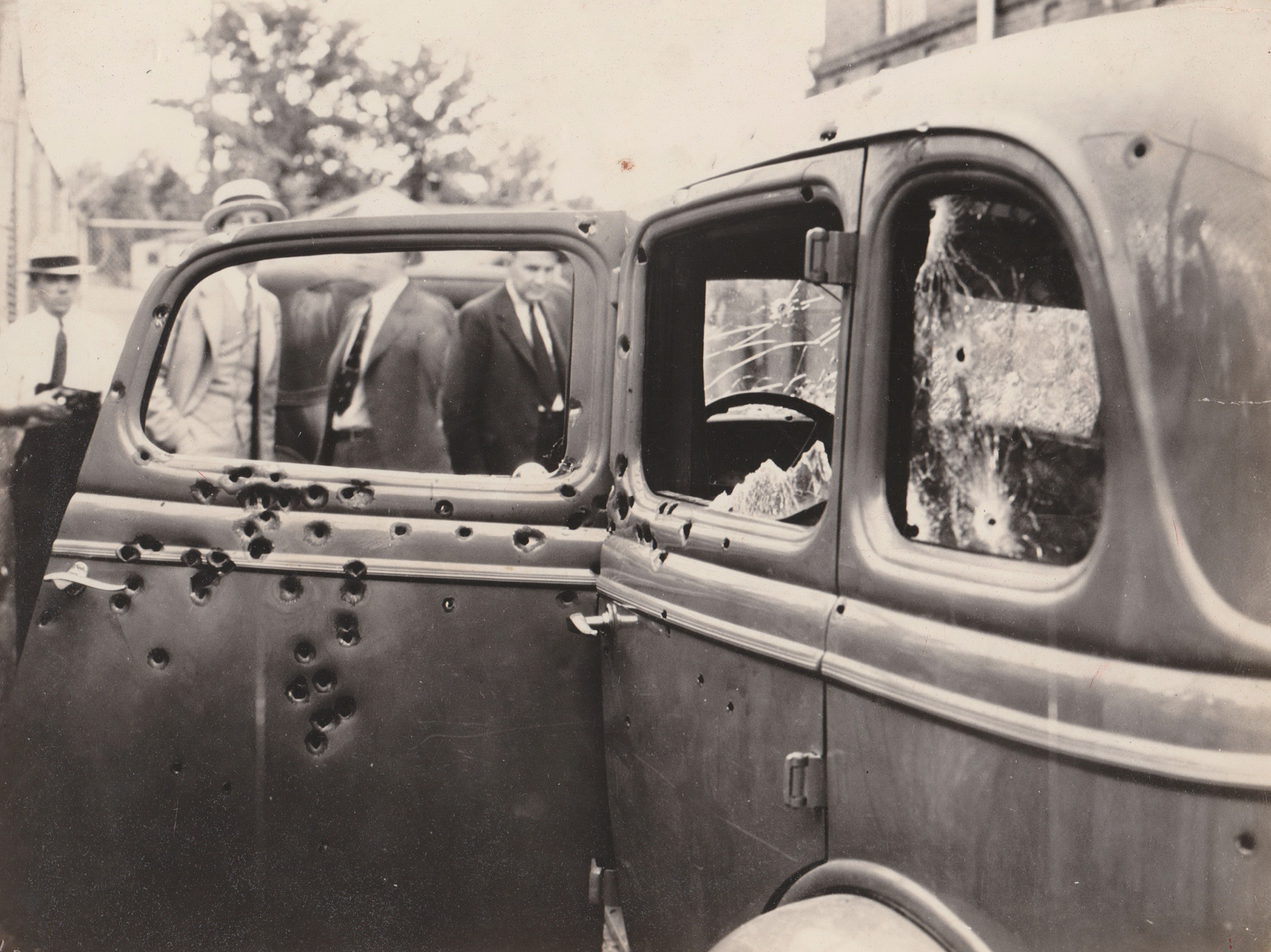
遭警方埋伏後，佈滿彈孔的座車。

克萊德是一名甫出獄的銀行搶匪，邦妮則是個對生活厭倦、想追求刺激的人。一日克萊德在犯罪途中巧遇邦妮，邦妮非常崇拜他的行為，兩人便合夥成為鴛鴦大盜。他們帶領一群搶匪組織巴羅幫，遊走於小城鎮偷盜、搶劫，美國西南部陷入一片惶恐，媒體甚至稱他為「經濟恐慌期的俠盜羅賓漢」。警方隨即派出大批警力追緝他們，1934年5月23日，邦妮和克萊德在路易斯安那州邊維爾縣偏僻道路上遭德州與路易斯安那州的警方聯手埋伏，兩人的座車遭警方以冲锋枪、霰彈槍及手槍等武器，約130發子彈掃射，兩人身中50多槍當場死亡。

## 流行文化中的邦妮和克萊德
- 我倆沒有明天（1967年電影）
- 邦妮和克莱德：生与死（英语：Bonnie & Clyde (2013 miniseries)），2013年電視迷你影集
- 搶劫暴徒（2014年電影）
- 緝狂公路（2019年電影）
- 預定2025年发行的電子游戏《侠盗猎车手VI》的两名主角参考了邦妮与克莱德

漫畫
- 邦妮在魔女大戰 32名異能魔女交戰廝殺（河本焰、盐冢诚（日语：塩塚誠））中作為魔女登場